# 120 BPM
120 BPM (Originaltitel 120 battements par minute, franz. für „120 Schläge pro Minute“, englischsprachiger Festivaltitel: BPM (Beats Per Minute)) ist ein französisches Filmdrama von Robin Campillo, das am 20. Mai 2017 im Rahmen der Internationalen Filmfestspiele von Cannes seine Weltpremiere feierte, dort im internationalen Wettbewerb um die Goldene Palme konkurrierte und am 23. August 2017 in die französischen Kinos kam.

## Handlung
In Paris in den 1990er Jahren. Eine Aktivistengruppe von Act Up, einem ursprünglich 1987 in New York entstandenen Interessenverband, der das Ziel verfolgt, durch neue öffentlichkeitswirksame Aktionen mehr Dynamik und Politisierung in die Thematisierung von AIDS zu bringen und mit Lobby-Arbeit politischen Druck auszuüben, fordert auch in Frankreich gegen die Krankheit mehr Anti-Aids-Forschung, Aufklärung und Betreuung. Allen voran der radikale Sean Dalmazo von Act Up Paris, der gemeinsam mit dem Anführer Thibault, der ehrgeizigen Sophie und Nathan, der neu in der Gruppe ist, Klassenzimmer für Aufklärungskampagnen kapert und mit Kunstblut gefüllte Wasserbomben gegen die Wände von Forschungseinrichtungen wirft. Bald entwickelt sich zwischen dem bereits an AIDS erkrankten Sean und Nathan eine Liebesbeziehung.

## Produktion

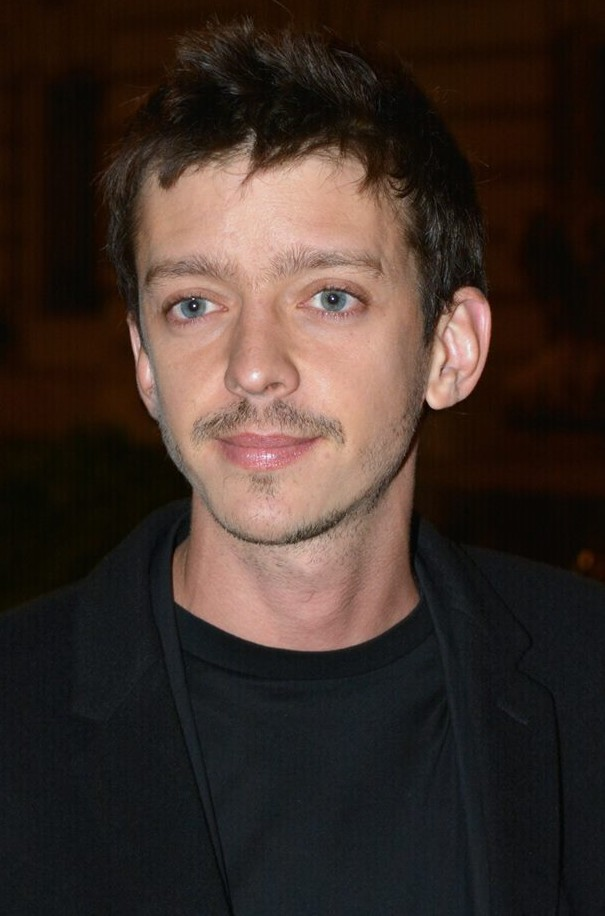
Nahuel Pérez Biscayart bei der Nominierung im Rahmen des César 2018

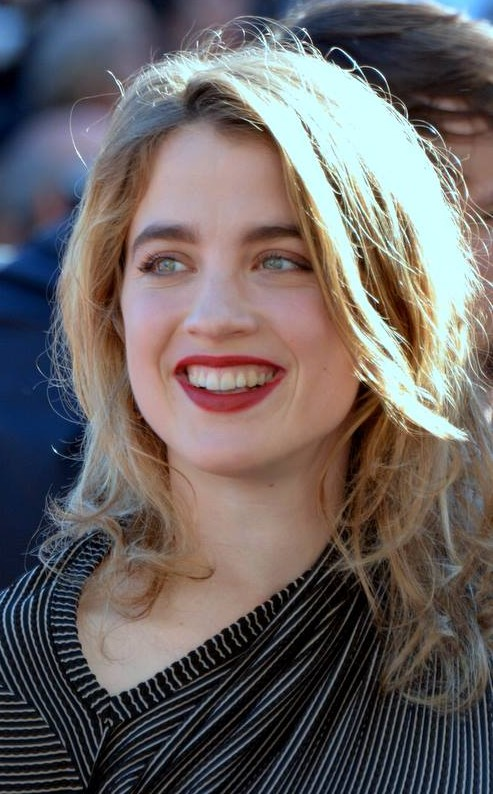
Adèle Haenel bei der Premiere des Films in Cannes

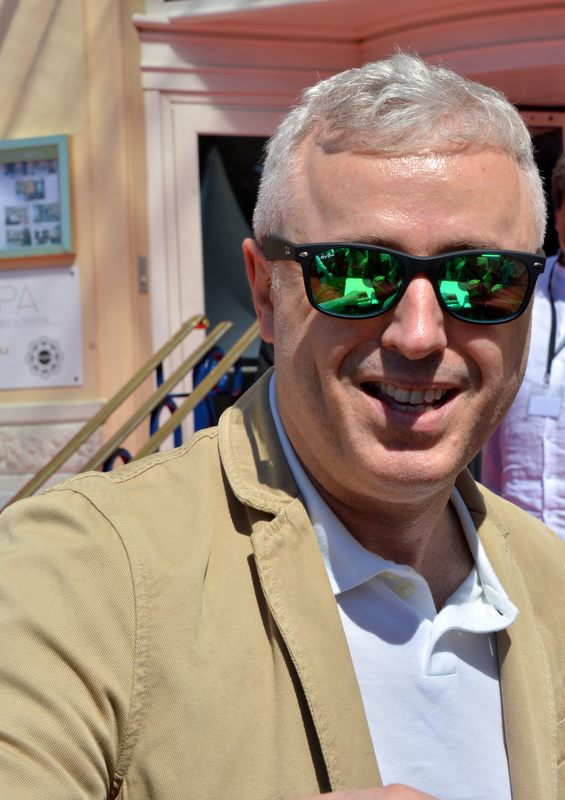
Robin Campillo beim Cabourg Film Festival 2017

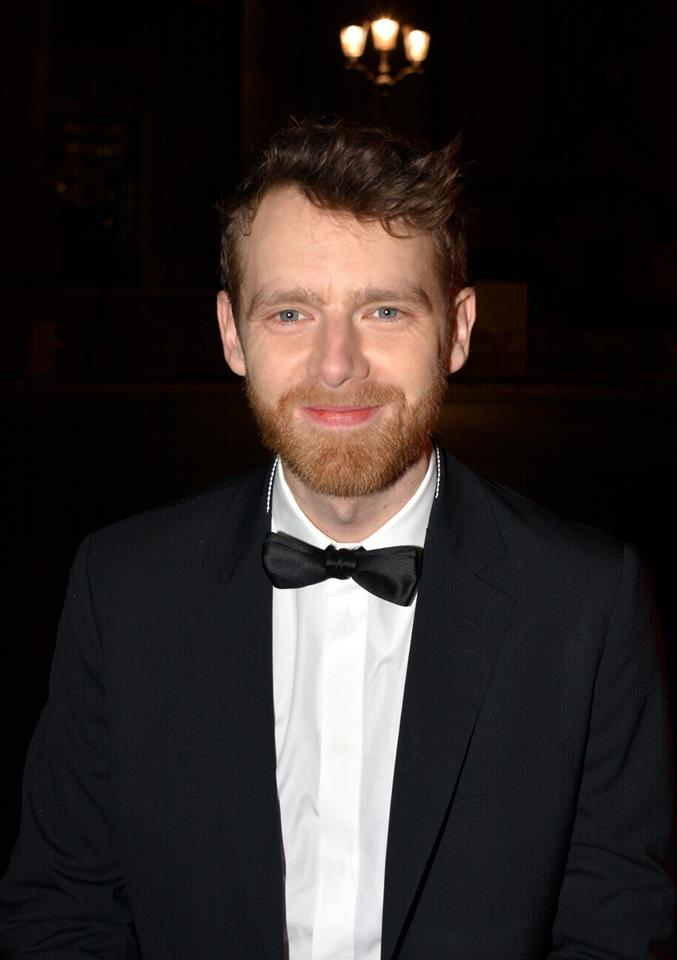
Antoine Reinartz bei der Bekanntgabe der Nominierung im Rahmen des César 2018

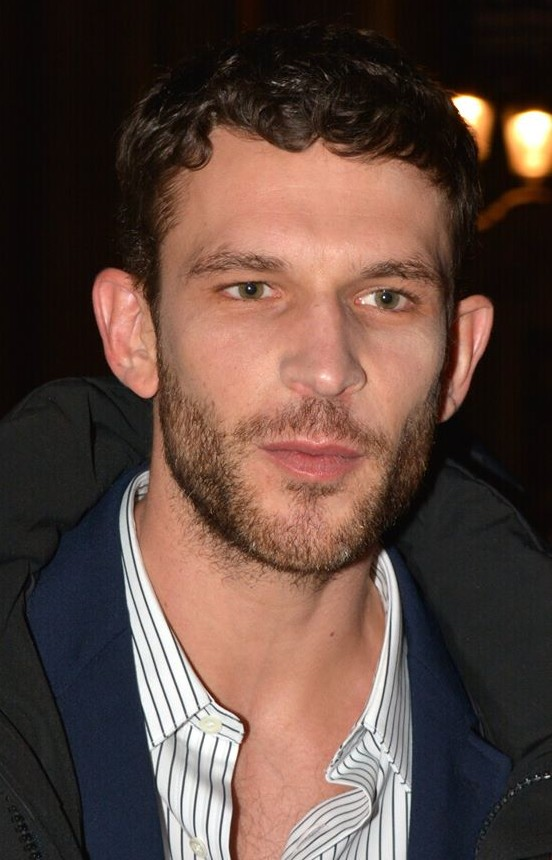
Arnaud Valois bei der Bekanntgabe der Nominierung im Rahmen des César 2018

### Stab, Besetzung und Synchronisation
Regie führte Robin Campillo, der auch das Drehbuch zum Film schrieb. Campillo war ab April 1992 selbst Mitglied von Act Up Paris. „Schon beim ersten Treffen war ich tief beeindruckt vom überschäumenden Temperament der Gruppe“, erinnert sich der Regisseur. „Es ist ein Film über die Zeit von Act Up, als wir aufhörten, die netten Schwulen zu sein. Wir wollten mehr sein als nur Opfer. Wir wurden durch unsere Aktionen zu fiesen Schwulen und dreckigen Lesben. Wir mussten die Vorstellung der Gesellschaft von dieser Epidemie verändern!“ Weiter beschreibt Campillo die Aktionen als einen Prozess der kollektiven Selbstermächtigung, da sie als diejenigen abgestempelt waren, die sowieso sterben würden. Auch seitens der Regierung habe es keinerlei Kommunikation mit ihnen gegeben.
Nahuel Pérez Biscayart ist in der Hauptrolle von Sean Dalmazo zu sehen, Arnaud Valois spiel Nathan, und Adèle Haenel übernahm die Rolle von Sophie. Antoine Reinartz spielt Thibault, den Anführer der Gruppe.
Die deutsche Synchronisation entstand nach einem Dialogbuch und der Dialogregie von Henning Stegelmann im Auftrag der DMT Digital Media Technologie GmbH, Hamburg.

### Filmmusik und Veröffentlichung
Die Filmmusik wurde von Arnaud Rebotini komponiert. Der Soundtrack zum Film umfasst 17 Musikstücke und wurde am 23. August 2017 von Because Music veröffentlicht.
Der Film feierte am 20. Mai 2017 im Rahmen der Internationalen Filmfestspiele von Cannes seine Weltpremiere, wo er im internationalen Wettbewerb um die Goldene Palme konkurrierte. Am 23. August 2017 kam der Film in die französischen Kinos. Im Rahmen der Vergabe des Filmpreises LUX wurde der Film im September 2017 bei den Filmfestspielen von Venedig gezeigt. Ebenfalls im September 2017 war er im Rahmen des Toronto International Film Festivals zu sehen. Im September 2017 erfolgte eine Vorstellung des Films beim San Sebastián International Film Festival. Im September und Oktober 2017 wurde der Film beim Zurich Film Festival gezeigt und hiernach beim Filmfest Hamburg vorgestellt, wo er für den Art Cinema Award nominiert war. Im November 2017 wurde er beim Queersicht-LGBTI-Filmfestival Bern vorgestellt. Ein Kinostart in Deutschland erfolgte am 30. November 2017.

## Rezeption

### Altersfreigabe
In Deutschland ist der Film FSK 16. In der Freigabebegründung heißt es: „Der Film zeichnet die historischen Geschehnisse in oft dokumentarisch wirkendem Stil nach und konzentriert sich auf seine Protagonisten und ihre teils illegalen Aktionen. Für Kinder und Jugendliche unter 16 Jahren kann die eindringliche Darstellung von Krankheit und Sterben eine überfordernde Wirkung haben, während 16-Jährige aufgrund ihres Entwicklungsstands in der Lage sind, sich ausreichend zu distanzieren. Sie können einzelne einfühlsam inszenierte Sexszenen verarbeiten sowie die Ambivalenz mancher Figuren und die tragischen Aspekte des Geschehens reflektieren, sodass sich ihnen die aufklärerische Haltung des Films erschließt.“

### Kritiken
Der Film konnte bislang 99 Prozent der Kritiker bei Rotten Tomatoes überzeugen und erhielt hierbei eine durchschnittliche Bewertung von 8 der möglichen 10 Punkte. Zudem befindet er sich damit dort in der Top 10 der besten LGBT-Filme aller Zeiten.
Brigitte Kleine von Das Erste erklärt, Robin Campillo habe den französischen Act-Up-Kämpfern in seinem Film ein Denkmal gesetzt: „120 BPM ist ein Film über das Kämpfen – gegen die Bigotterie der Gesellschaft, die Ignoranz der Politik, die Geldgier der Pharmaindustrie, gegen Krankheit und Tod.“
Sonia Neufeld vom ORF meint, Campillo verstand sich darauf, die Zeiten, als Streitschriften noch per Fax versandt werden mussten, voller Energie und Körperlichkeit auf die Leinwand zu bringen. Sein Talent als Regisseur und Drehbuchautor komme jedoch dann zum Tragen, wenn sich die zutiefst persönliche Geschichte zwischen Sean und Nathan am Rande der Revolution entwickelt und am Ende in das traurige und doch gänzlich unkitschige Bild einer blutroten Seine mündet, so Neufeld weiter.
Guy Lodge von Variety sagt, Campillos herausragendes AIDS-Aktivisten-Drama verbinde mit herzzerreißender Wirkung das Persönliche mit dem Politischen und dem Erotischen.
Gerhard Midding von epd Film sagt, es wäre erzählerisch unredlich, bei diesem Thema nicht ein Sterben eng zu begleiten und erklärt: „Sean ist HIV-positiv, Nathan nicht. Campillo nimmt sich viel Zeit für die Zwei, die er achtsam nutzt. Ihre Liebesszenen sind intim, ihre Neugier aufeinander mündet in eine tiefe, wehmütige, wehrhafte Vertraulichkeit. Nathan wird zu dem Freund, der an Kennys Seite blieb.“
Im August 2017 wurde bekannt, dass sich der Film auf der Longlist befindet, aus der die Nominierten für den 30. Europäischen Filmpreis bestimmt werden. Im September 2017 wurde bekannt, dass 120 battements par minute von Frankreich als Nominierungskandidat in der Kategorie Bester fremdsprachiger Film für die Oscarverleihung 2018 eingereicht wurde.

### Auszeichnungen (Auswahl)
César 2018
- Auszeichnung als Bester Film (Robin Campillo, Hugues Charbonneau und Marie-Ange Luciani)
- Nominierung für die Beste Regie (Robin Campillo)
- Auszeichnung als Bester Nebendarsteller (Antoine Reinartz)
- Nominierung als Beste Nebendarstellerin (Adèle Haenel)
- Auszeichnung als Bester Nachwuchsdarsteller (Nahuel Pérez Biscayart)
- Nominierung als Bester Nachwuchsdarsteller (Arnaud Valois)
- Auszeichnung für das Beste Originaldrehbuch (Robin Campillo)
- Auszeichnung für die Beste Filmmusik (Arnaud Rebotini)
- Nominierung für die Beste Kamera (Jeanne Lapoirie)
- Auszeichnung für den Besten Schnitt (Robin Campillo)
- Nominierung für die Besten Kostüme (Isabelle Pannetier)

Critics’ Choice Movie Awards 2018
- Nominierung als Bester fremdsprachiger Film[23]

Independent Spirit Awards 2018
- Nominierung als Bester internationaler Film (Robin Campillo)[24][25]

Internationale Filmfestspiele von Cannes 2017
- Auszeichnung mit dem Großen Preis der Jury
- Auszeichnung mit dem FIPRESCI-Preis[26]
- Nominierung für die Goldene Palme im internationalen Wettbewerb

Europäischer Filmpreis 2017
- Nominierung als Bester europäischer Film
- Nominierung als Bester Darsteller (Nahuel Pérez Biscayart)
- Auszeichnung für den Besten Schnitt (Robin Campillo)

Guldbaggen 2018
- Nominierung als Bester ausländischer Film (Robin Campillo)[27]

London Film Festival 2017
- Nominierung als Bester Film im offiziellen Wettbewerb (Robin Campillo)

Los Angeles Film Critics Association Awards 2017
- Auszeichnung als Bester fremdsprachiger Film (geteilt mit Loveless)[28]

New York Film Critics Circle Awards 2017
- Auszeichnung als Bester fremdsprachiger Film (Robin Campillo)[29]

Prix Lumières 2018
- Auszeichnung als Bester Film (Robin Campillo)
- Auszeichnung für die Beste Regie (Robin Campillo)
- Auszeichnung als Bester Darsteller (Nahuel Pérez Biscayart)
- Auszeichnung als Bester Nachwuchsdarsteller (Arnaud Valois)
- Auszeichnung für das Beste Drehbuch (Robin Campillo und Philippe Mangeot)
- Auszeichnung für die Beste Filmmusik (Arnaud Rebotini)[30]

Satellite Awards 2017
- Nominierung als Bester internationaler Spielfilm[31]

Trophées du Film français 2018
- Auszeichnung in der Kategorie Duo cinéma (Robin Campillo, Hugues Charbonneau und Marie-Ange Luciani)[32]